# Sociale geografie UvA 1950- 1970
Aan de Universiteit van Amsterdam was Hans Dirk de Vries Reilingh (1908-2001) Henri Nicolaas ter Veen in 1950 opgevolgd. Hij had gestudeerd bij Rudolf Sebald Steinmetz en Ter Veen, was zeer betrokken bij het volkshogeschoolwerk en in 1945 gepromoveerd op een proefschrift over 'De Volkshoogeschool'.

## Hans Dirk de Vries Reilingh
Door de sterke ontwikkeling van de sociologie na de Tweede Wereldoorlog, niet het minst door het werk van de leerlingen van Steinmetz en Ter Veen, was de sociografie (zie Amsterdamse sociografie) als het ware beklemd geraakt tussen sociologie en de meer economisch georiënteerde sociale geografie in Utrecht en Groningen. Sociologen zagen sociografie als een onderdeel van hun wetenschap, als toegepast sociologie. De Vries Reilingh vond daarom een heroriëntatie van de sociografie noodzakelijk. Hij boog de ontwikkeling weer terug naar de geografische, ruimtelijke oriëntatie. Als sociologen sociale verschijnselen op zich bestuderen, doet de sociograaf dat met een oog voor de ruimtelijke aspecten. Het ging om lokalisering en situering van sociale verschijnselen. De economisch georiënteerde sociaal-geografen werden gewezen op het belang van geestelijke en culturele factoren bij het verklaren van ruimtelijke patronen en processen. Door dit laatste raakte de betekenis van het natuurlijk milieu meer en meer op de achtergrond.
In de eerste jaren van zijn hoogleraarschap was er veel belangstelling voor plattelandsvraagstukken, maar in het begin van de jaren 60 van de twintigste eeuw, werd de aandacht verlegd naar stedelijke vraagstukken. Op verzoek van de gemeente Amsterdam werd onderzoek verricht naar ontwikkeling en functies van de binnenstad van Amsterdam. Dit onderzoek dwong tot een theoretische herbezinning en als gevolg daarvan tot een grondige verkenning van de ontwikkelingen in het internationale stadsgeografische onderzoek. Een en ander vond zijn weerslag in het symposium 'Urban core and inner city' in 1966. Vanaf dat moment zou de complexiteit van de grote stad niet meer uit het gezichtsveld van de (Amsterdamse) sociale geografie verdwijnen.

## Sociaal-ecologische benadering
De opvolger van De Vries Reilingh Willem Heinemeijer (1922-1999) introduceerde een sociaal-ecologische benadering van ruimtelijke vraagstukken. Sociale ecologie is min of meer sociologische geografie. Het ging om 'sociologisch relevante samenlevingsverschijnselen van duurzame aard in hun ruimtelijke configuratie' , aldus Heinemeijer in zijn openbare les bij zijn aanstelling als lector in 1968. Over de stad zegt hij: 'De sociaal-geografische studie van de stad vraagt naar de wijze waarop stadsbewoners, bedrijven en instellingen van de stedelijke ruimte gebruikmaken, naar de wijze waarop deze in de stad functioneren'.